# Real3D
Real3D var en tillverkare av grafikkretsar. Företaget är numera nedlagt och delar av dess personal har i samband med olika affärsuppgörelser flyttats över i omgångar till Intel och ATI.